# Anton Zingarevitch
Anton Zingarevitch (en russe : Антон Зингаревич) est un homme d’affaires russe, connu pour être l’ancien propriétaire du Reading Football Club, qui joue dans le championnat anglais.  

## Famille et formation
Anton Zingarevitch est né le 17 mars 1982 à Saint Pétersbourg. Il est le fils de Boris Zingarevitch, un milliardaire russe ayant fait fortune à la chute de l'URSS .   
À l'âge de 16 ans, Zingarevitch commence ses études au Bearwood College, près de Wokingham, en Angleterre, où il étudie pendant deux ans. Pendant ses études à Bearwood, il a l'occasion de voir jouer le Reading FC à Elm Park, l'ancien stade du club.  
Zingarevitch étudie le commerce à la Cass Business School de la City University London et à la Regents Business School. 

## Football

### Everton
En 2004, Zingarevitch est associé à une prise de contrôle d’Everton de 20 millions de £. L’accord n'est finalement conclu : Boris Zingarevitch, son père, publie une déclaration selon laquelle ni lui ni Anton n’achèteront un club de football.

### Reading F.C.
En janvier 2012, il est annoncé que Sir John Madejski, le président du club de football Reading FC, est en pourparlers avec Thames Sport Investment, une société fondée par Zingarevitch, concernant une prise de contrôle du club. L'accord est finalisé le 29 mai 2012,,.  
La prise de contrôle a un impact significatif sur l'attrait du club, décidant le joueur vedette Jimmy Kébé à signer un nouveau contrat. L'attaquant des Blackburn Rovers, Jason Roberts, rejoint aussi le club. Reading devient champion de Championship, la deuxième division anglaise, à la fin de la saison, ce qui pousse Zingarevitch à promettre d’agrandir le stade Madejski et d’investir dans l’école de formation du club.  
À la suite de cela, Zingarevitch s'implique beaucoup pour aider le manager Brian McDermott à signer ses objectifs de transfert, rencontrant personnellement Pavel Pogrebnyak et Gylfi Sigurðsson dans le but de les convaincre de signer pour Reading. Pavel Pogrebnyak, un international russe, rejoint le club, et McDermott salue la contribution de Zingarevich. 
Le 11 mars 2013, Zingarevitch limoge McDermott à la suite de la descente du club à la 19e place de la Premier League,,. Zingarevich décrit ce licenciement comme « la décision la plus difficile de ma vie ». Depuis cette période, Zingarevich n'a plus fait que quelques apparitions au club.  
Le 2 juin 2014, Reading annonce qu'Anton Zingarevitch quitte le conseil d'administration du club.

## Vie privée
En 2008, Zingarevitch rencontre sa future femme, un mannequin biélorusse de Victoria's Secret, Yekaterina Domankova, communément appelé Katsia. Le couple s'est marié fin 2009 et a eu un enfant en 2014, une fille nommée Marusia. 